# Augusta (Illinois)
Augusta – wieś w stanie Illinois w hrabstwie Hancock w Stanach Zjednoczonych.